# Лукинич-Брдо
Лукинич-Брдо (хорв. Lukinić Brdo) – населений пункт у Хорватії, у Загребській жупанії у складі громади Покупсько.

## Населення
Населення за даними перепису 2011 року становило 343 осіб.
Динаміка чисельності населення поселення:

## Клімат
Середня річна температура становить 10,47 °C, середня максимальна – 24,90 °C, а середня мінімальна – -6,35 °C. Середня річна кількість опадів – 954 мм.
| Клімат поселення                              | Клімат поселення | Клімат поселення | Клімат поселення | Клімат поселення | Клімат поселення | Клімат поселення | Клімат поселення | Клімат поселення | Клімат поселення | Клімат поселення | Клімат поселення | Клімат поселення | Клімат поселення |
| Показник                                      | Січ.             | Лют.             | Бер.             | Квіт.            | Трав.            | Черв.            | Лип.             | Серп.            | Вер.             | Жовт.            | Лист.            | Груд.            |                  |
| Середній максимум, °C                         | 6,27             | 8,37             | 12,89            | 17,11            | 21,77            | 24,90            | 24,38            | 23,74            | 20,05            | 14,83            | 8,98             | 4,90             |                  |
| Середня температура, °C                       | −0,05            | 2,05             | 6,57             | 10,79            | 15,45            | 18,60            | 20,28            | 19,62            | 15,96            | 10,72            | 4,89             | 0,79             |                  |
| Середній мінімум, °C                          | −6,35            | −4,3             | 0,26             | 4,49             | 9,13             | 12,29            | 16,18            | 15,54            | 11,85            | 6,62             | 0,77             | −3,32            |                  |
| Норма опадів, мм                              | 56               | 54               | 64               | 74               | 81               | 96               | 87               | 91               | 92               | 92               | 95               | 72               |                  |
| Середньомісячна швидкість вітру, м/с          | 1.65             | 1.80             | 2.20             | 2.10             | 1.95             | 1.80             | 1.70             | 1.60             | 1.58             | 1.60             | 1.70             | 1.70             |                  |
| Середньомісячна сонячна радіація, кДж/м²·день | 4192             | 6895             | 10517            | 15016            | 19141            | 21075            | 22134            | 19348            | 14141            | 8771             | 4610             | 3391             |                  |
| --------------------------------------------- | ---------------- | ---------------- | ---------------- | ---------------- | ---------------- | ---------------- | ---------------- | ---------------- | ---------------- | ---------------- | ---------------- | ---------------- | ---------------- |
| Джерело:                                      |                  |                  |                  |                  |                  |                  |                  |                  |                  |                  |                  |                  |                  |